# Crtica
 Ovo je glavno značenje pojma Crtica. Za druga značenja pogledajte Crtica (razdvojba).
Crtica je kraći prozni tekst koji opisuje neki događaj iz svakidašnjeg života. Crtica može biti lirskog ugođaja, ali i posve realističnog, a najčešće završava jasno izrečenom poukom.